# Proof (álbum)
Proof es el primer álbum antológico del grupo surcoreano BTS, que fue lanzado el 10 de junio de 2022 a través de Big Hit Music.

## Antecedentes y lanzamiento
El 16 de abril de 2022 —al final del último concierto de la serie Permission to Dance on Stage en el Allegiant Stadium— se mostró un video con partes de antiguos video musicales de BTS, que terminaba con la frase «We are bulletproof» y la fecha «2022.06.10». Al día siguiente, Big Hit Music confirmó que había programado el lanzamiento de un nuevo álbum para el 10 de junio y que posteriormente se darían más detalles. El nombre del disco, Proof, se reveló mediante un clip en YouTube el 4 de mayo. El periodo de órdenes anticipadas inició el mismo día a través de Weverse Shop. En un anuncio publicado en Weverse y compartido en Twitter, se confirmó que el álbum tendría tres discos e incluiría temas de la discografía de la banda de los últimos nueve años, así como tres canciones nuevas. Se pusieron a la venta dos ediciones, «Standard» y «Compact», mientras que el horario para el lanzamiento del álbum se reveló el 5 de mayo. Tanto el sencillo principal, titulado «Yet to Come (The Most Beautiful Moment)», como su video musical serán publicados junto con el álbum el 10 de junio.
La lista de canciones se reveló el 9 de mayo (KST). El disco contiene 19 temas; incluye todos los sencillos principales de BTS, desde «No More Dream» (2013) hasta «Butter» (2021), además de un nuevo sencillo titulado «Yet to Come (The Most Beautiful Moment)». También se añadió una versión remasterizada de la canción «Born Singer». Originalmente, la banda la lanzó de forma gratuita poco después de su debut y que nunca había sido publicada en uno de sus álbumes; incorpora un sample del tema «Born Sinner» del rapero estadounidense J. Cole.

## Lista de canciones
| CD 1 |                                                                    | |                        |          |  |
| N.º  | Título                                                             | Escritor(es) | Productor(es)          | Duración |  |
| 1.   | «Born Singer»                                                      | Jermaine Cole, James Fauntleroy II, Anthony Parrino, Canei Finch, Juro "Mez" Davis, Ibrahim Hamad, RM, Suga y J-Hope |                        | 3:58     |  |
| 2.   | «No More Dream» (de 2 Cool 4 Skool, 2013)                          | Pdogg, "Hitman" Bang, RM, Suga, J-Hope, Supreme Boi y Jungkook                                                       | Pdogg                  | 3:42     |  |
| 3.   | «N.O» (de O!RUL8,2?, 2013)                                         | Pdogg, "Hitman" Bang, RM y Suga                                                                                      | Pdogg                  | 3:30     |  |
| 4.   | «Boy in Luv» (de Skool Luv Affair, 2014)                           | Pdogg, "Hitman" Bang, RM, Suga y Supreme Boi                                                                         | Pdogg                  | 3:50     |  |
| 5.   | «Danger» (de Dark & Wild, 2014)                                    | Pdogg, Thanh Bui, "Hitman" Bang, RM, Suga y J-Hope                                                                   | Pdogg                  | 4:05     |  |
| 6.   | «I Need U» (de The Most Beautiful Moment in Life, Pt. 1, 2015)     | Pdogg, "Hitman" Bang, RM, Suga, J-Hope y Brother Su                                                                  | Pdogg                  | 3:31     |  |
| 7.   | «Run» (de The Most Beautiful Moment in Life, Pt. 2, 2015)          | Pdogg, "Hitman" Bang, RM, Suga, V, Jungkook y J-Hope                                                                 | Pdogg                  | 3:57     |  |
| 8.   | «Fire» (de The Most Beautiful Moment in Life: Young Forever, 2016) | Pdogg, "Hitman" Bang, RM, Suga, J-Hope y Devine Channel                                                              | Pdogg                  | 3:23     |  |
| 9.   | «Blood Sweat & Tears» (de Wings, 2016)                             | Pdogg, RM, Suga, J-Hope, "Hitman" Bang y Kim Do-hoon                                                                 | Pdogg                  | 3:37     |  |
| 10.  | «Spring Day» (de You Never Walk Alone, 2017)                       | Pdogg, RM, Adora, "Hitman" Bang, Arlissa Ruppert, Peter Ibsen y Suga                                                 | Pdogg                  | 4:34     |  |
| 11.  | «DNA» (de Love Yourself: Her, 2017)                                | Pdogg, "Hitman" Bang, Kass, Supreme Boi, Suga y RM                                                                   | Pdogg                  | 3:43     |  |
| 12.  | «Fake Love» (de Love Yourself: Tear, 2018)                         | Pdogg, "Hitman" Bang y RM                                                                                            | Pdogg                  | 4:02     |  |
| 13.  | «Idol» (de Love Yourself: Answer, 2018)                            | Pdogg, Supreme Boi, "Hitman" Bang, Ali Tamposi, Roman Campolo y RM                                                   | Pdogg                  | 3:43     |  |
| 14.  | «Boy with Luv» (con Halsey; de Map of the Soul: Persona, 2019)     | Pdogg, RM, Melanie Joy Fontana, Michel "Lindgren" Schulz, "Hitman" Bang, Suga, Emily Weisband, J-Hope y Halsey       | Pdogg                  | 3:49     |  |
| 15.  | «On» (de Map of the Soul: 7, 2020)                                 | Pdogg, RM, August Rigo, Fontana, Schulz, Suga, J-Hope, Antonina Armato, Krysta Youngs y Julia Ross                   | Pdogg                  | 4:06     |  |
| 16.  | «Dynamite» (de Be, 2020)                                           | David Stewart y Jessica Agombar                                                                                      | Stewart                | 3:19     |  |
| 17.  | «Life Goes On» (de Be, 2020)                                       | Pdogg, RM, Ruuth, Chris James, Armato, Suga y J-Hope                                                                 | Pdogg                  | 3:27     |  |
| 18.  | «Butter»                                                           | Jenna Andrews, Rob Grimaldi, Stephen Kirk, RM, Alex Bilowitz, Sebastian Garcia y Ron Perry                           | Grimaldi, Kirk y Perry | 2:44     |  |
| 19.  | «Yet to Come (The Most Beautiful Moment)»                          | Pdogg, RM, Max, Dan Gleyzer, Suga y J-Hope                                                                           | Pdogg                  | 3:19     |  |

| CD 2 |                                                      | |                                                     |          |  |
| N.º  | Título                                               | Escritor(es) | Productor(es)                                       | Duración |  |
| 1.   | «Run BTS» (달려라 방탄)                              | Dwayne Abernathy Jr., RM, Ebenezer, J-Hope, Ghstloop, Jungkook, Suga, Oneye (Pontus Kalm), Daniel Caesar, Ludwig Lindell, Fontana, Schulz y Feli Ferraro | Dem Jointz for U Made Us What We Are LLC y Ghstloop | 3:24     |  |
| 2.   | «Intro: Persona» (de Map of the Soul: Persona, 2019) | Hiss Noise, RM y Pdogg | Hiss Noise                                          | 2:54     |  |
| 3.   | «Stay» (de Be (2020))                                | Arston, Jungkook, RM y Jin | Arston                                              | 3:25     |  |
| 4.   | «Moon» (de Map of the Soul: 7, 2020)                 | Slow Rabbit, RM, Jin, Adora, Jordan "DJ Swivel" Young, Candace Nicole Sosa, Caesar y Lindell                                                             | Slow Rabbit                                         | 3:29     |  |
| 5.   | «Jamais Vu» (de Map of the Soul: 7, 2020)            | Marcus McCoan, Owen Roberts, Matty Thomson, Max Lynedoch Graham, Camilla Anne Stewart, RM, J-Hope y "Hitman" Bang                                        | Arcades, Bad Milk y McCoan                          | 3:46     |  |
| 6.   | «Trivia 轉: Seesaw» (de Love Yourself: Answer, 2018) | Slow Rabbit y Suga | Slow Rabbit y Suga                                  | 4:06     |  |
| 7.   | «BTS Cypher Pt. 3: Killer» (de Dark & Wild, 2014)    | Supreme Boi, RM, Suga y J-Hope | Supreme Boi                                         | 4:28     |  |
| 8.   | «Outro: Ego» (de Map of the Soul: 7, 2020)           | J-Hope, Hiss Noise y Supreme Boi | Hiss Noise                                          | 3:16     |  |
| 9.   | «Her» (de Love Yourself: Answer, 2018)               | Suga, Slow Rabbit, RM y J-Hope | Suga y Slow Rabbit                                  | 3:49     |  |
| 10.  | «Filter» (de Map of the Soul: 7, 2020)               | Tom Wiklund, Hilda Stenmalm, "Hitman" Bang, Lee Seu-ran, Lutra, Danke, Bobby Chung, Ahn Bok-jin, Fallin' Dild y Neon Boy                                 | Wiklund                                             | 3:00     |  |
| 11.  | «Friends» (de Map of the Soul: 7, 2020)              | Pdogg, Supreme Boi, Jimin, Adora, Martin Sjølie y Stella Jang                                                                                            | Pdogg y Jimin                                       | 3:19     |  |
| 12.  | «Singularity» (de Love Yourself: Tear, 2018)         | Charlie J. Perry y RM | Charlie                                             | 3:17     |  |
| 13.  | «00:00 (Zero O'Clock)» (de Map of the Soul: 7, 2020) | Pdogg, RM, Jessie Lauryn Foutz y Antonina Armato | Pdogg                                               | 4:10     |  |
| 14.  | «Euphoria» (de Love Yourself: Answer, 2018)          | Young, Sosa, Fontana, "Hitman" Bang, Supreme Boi, Adora y RM                                                                                             | Young                                               | 3:49     |  |
| 15.  | «Dimple» (de Love Yourself: Her, 2017)               | Matthew Tishler, Allison Kaplan y RM | Tishler y Crash Cove                                | 3:16     |  |

| CD 3 |                                                           | |                              |          |  |
| N.º  | Título                                                    | Escritor(es) | Productor(es)                | Duración |  |
| 1.   | «Jump» (Demo Ver.)                                        | SUGA, Pdogg, RM y Supreme Boi                                                                                          | SUGA, Pdogg y Supreme Boi    | 2:25     |  |
| 2.   | «Young Love» (애매한 사이)                                | Pdogg y RM | Pdogg                        | 2:37     |  |
| 3.   | «Boy in Luv (상남자)» (Demo Ver.)                         | Pdogg, "Hitman" Bang, RM, SUGA y Supreme Boi                                                                           | Pdogg                        | 3:38     |  |
| 4.   | «Quotation Mark» (따옴표)                                 | Pdogg, RM y j-hope | Pdogg                        | 2:58     |  |
| 5.   | «I NEED U» (Demo Ver.)                                    | Pdogg, "Hitman" Bang, RM, SUGA, Brother Su y j-hope                                                                    | Pdogg                        | 2:41     |  |
| 6.   | «Boyz with Fun (흥탄소년단)» (Demo Ver.)                  | SUGA, Pdogg, "Hitman" Bang, RM, j-hope, Jin, Jimin y V                                                                 | SUGA y Pdogg                 | 4:07     |  |
| 7.   | «Tony Montana» (interpretada por Agust D y Jimin)         | Agust D y Supreme Boi                                                                                                  | Agust D, Pdogg y Supreme Boi | 3:19     |  |
| 8.   | «Young Forever» (RM Demo Ver.)                            | RM, Slow Rabbit y Pdogg                                                                                                | RM, Slow Rabbit y Pdogg      | 2:16     |  |
| 9.   | «Spring Day (봄날)» (V Demo Ver.)                         | Pdogg, V, RM, "Hitman" Bang y Adora                                                                                    | Pdogg                        | 2:12     |  |
| 10.  | «DNA» (j-hope Demo Ver.)                                  | Pdogg y j-hope | Pdogg                        | 1:49     |  |
| 11.  | «Epiphany» (Jin Demo Ver.)                                | Slow Rabbit, Adora y Jin                                                                                               | Slow Rabbit                  | 3:45     |  |
| 12.  | «Seesaw» (Demo Ver.)                                      | SUGA | SUGA                         | 3:08     |  |
| 13.  | «Still with You» (a cappella, interpretada por Jung Kook) | Jung Kook | Jung Kook                    | 3:59     |  |
| 14.  | «For Youth»                                               | RM, Imad Royal, Rogét Chahayed, Blaise Railey, Drew Love, 4rest, j-hope, SUGA, Hiss Noise, Slow Rabbit y "Hitman" Bang | Chahayed y Royal             | 4:24     |  |